# Indigofera angustifolia
Indigofera angustifolia är en ärtväxtart som beskrevs av Carl von Linné. Indigofera angustifolia ingår i släktet indigosläktet, och familjen ärtväxter. Utöver nominatformen finns också underarten I. a. tenuifolia.